# Jerez de García Salinas
Jerez de García Salinas là một đô thị thuộc bang Zacatecas, México. Năm 2005, dân số của đô thị này là 52594 người.